# Curassanthura bermudensis
Currassanthura bermudensis é uma espécie de crustáceo da família Anthuridae.
É endémica das Bermudas.